# Притча о неводе, закинутом в море
Притча о неводе, закинутом в море – одна из притч Иисуса Христа о Царствии Небесном, содержащаяся в Евангелии от Матфея. В ней рассказано о улове рыбы, после которого всё пойманное было разделено на хорошее и худое: 

Еще подобно Царство Небесное неводу, закинутому в море и захватившему рыб всякого рода, который, когда наполнился, вытащили на берег и, сев, хорошее собрали в сосуды, а худое выбросили вон. Так будет при кончине века: изыдут Ангелы, и отделят злых из среды праведных, и ввергнут их в печь огненную: там будет плач и скрежет зубов.
— Мф. 13:47-50

## Богословское толкование

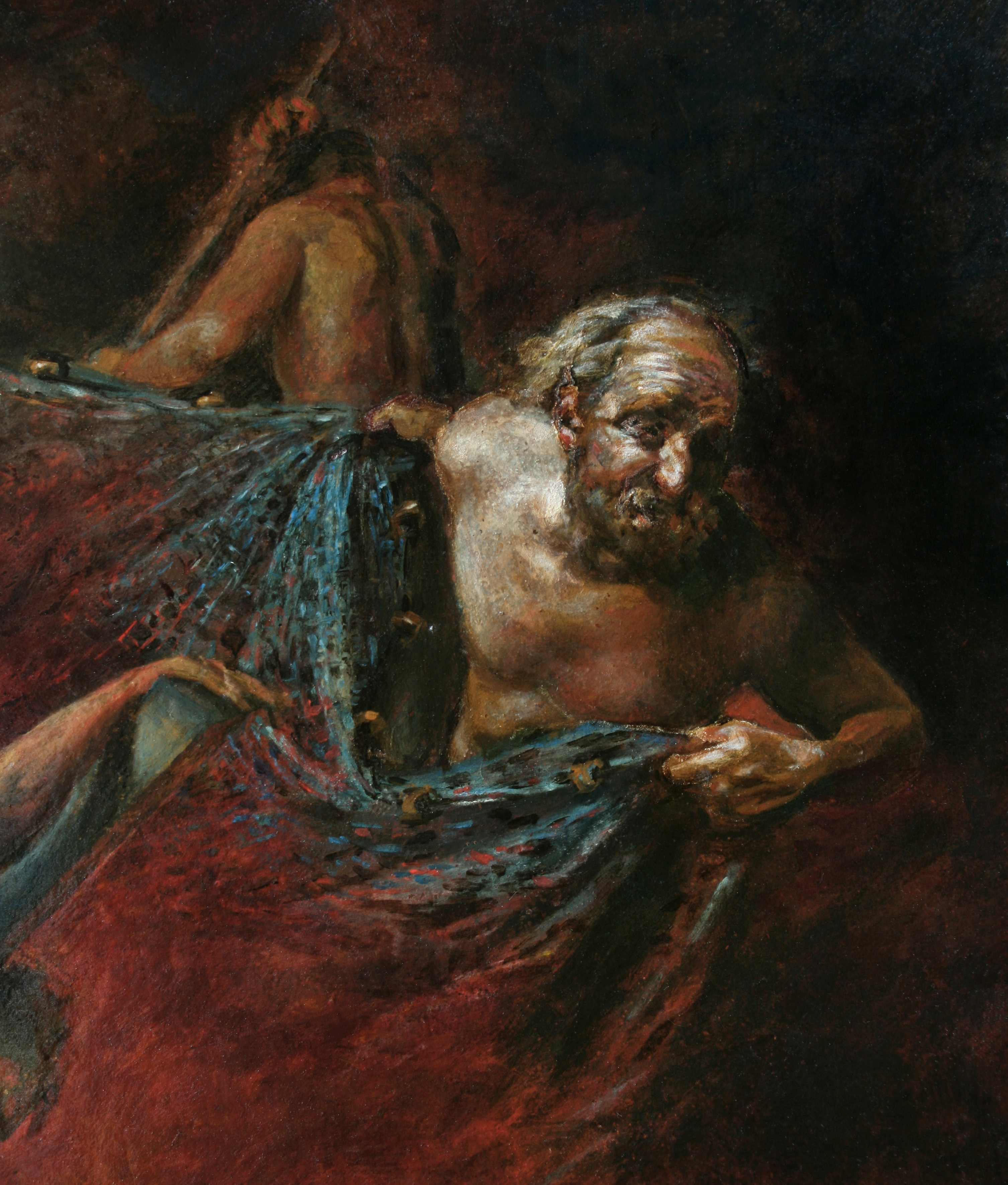
Апостолы Петр и Андрей забрасывают в море спасительный невод. Фрагмент картины XXI века

Притча повествует о Судном Дне и важности ведения праведной жизни.
Святитель Феофилакт Болгарский, рассуждая о притче, дает приведенным в ней образам следующие значения:
- «Невод» – учение рыбаков-апостолов, которое соткано из знамений и пророческих свидетельств, ибо о чём ни учили апостолы, они подкрепляли это чудесами и словами пророков.
- «Рыбы» – люди всякого рода: варвары, эллины, иудееи, блудники, мытари, разбойники.
- «Наполненный невод» – окончание мира.
- «Сосуды» – вечные жилища.

Страшна эта притча, ибо она показывает, что если мы и веруем, но не имеем доброй жизни, то брошены будем в огонь.

Архиепископ Аверкий (Таушев):

У этой притчи тот же смысл, что и у притчи о пшенице и плевелах. Море — это мир, невод — учение веры, рыбари — Апостолы и их преемники. "Невод" собрал от всякого рода: варваров, эллинов, иудеев, блудников, мытарей, разбойников. Под образом берега и разбора рыбы подразумевается окончание века и страшный суд, когда праведники будут отделены от грешников, как хорошая рыба, попавшая в невод, от плохой…
Важно отметить, что в Своих проповедях и притчах Господь Иисус Христос весьма точно разграничивает понятие Царства Небесного от понятия Царства Божья. Царством Небесным Он называет то вечное блаженное состояние праведников, которое откроется для них в будущей жизни, после последнего Страшного суда. Царством Божиим Он называет основанное Им на земле общество верующих в Него и стремящихся творить волю Отца Небесного.

Протестантский богослов, Дерек Принс, в «Основах учения Христова» приводит следующий комментарий евангельской притче:

В этой притче, невод, заброшенный в море представляет собой Евангелие царствия, провозглашаемое во всем мире. Рыбы всякого рода, попавшие в невод, означают всех тех, кто положительно откликнулся на приглашение Евангелия. Сюда входят люди разного рода - как хорошие, так и плохие, как праведные, так и нечестивые. В конце века, ангелы, прежде всего, отделят нечестивых от праведных и бросят их в место осуждения. Только после этого, добрые и праведные примут вечные благословения и награды со Христом.